# Doirenți, Loveci
Doirenți (în bulgară Дойренци) este un sat în comuna Loveci, regiunea Loveci,  Bulgaria. 

## Demografie
Componența etnică a satului Doirenți
     Romi (2,24%)
     Turci (9,08%)
     Bulgari (82,26%)
     Nicio identificare (6,05%)
     Altele (0,34%)
La recensământul din 2011, populația satului Doirenți era de 1.156 locuitori. Din punct de vedere etnic, majoritatea locuitorilor (82,26%) erau bulgari, existând și minorități de turci (9,08%) și romi (2,24%). Pentru 6,05% din locuitori nu este cunoscută apartenența etnică.